# Швейцарский национальный музей
Швейцарский национальный музей (нем. Landesmuseum) расположен в крупнейшем городе Швейцарии Цюрихе, рядом с Центральным вокзалом Цюриха.
Здание музея было построено в 1898 году в стиле эклектики архитектором Густавом Гуллем в форме городского шато эпохи Французского Ренессанса. Впечатляющая архитектура музея с десятками башен, двориками и парком на острове между реками Зиль и Лиммат делает его одним из главным достопримечательностей Старого города Цюриха.
Постоянная экспозиция музея представляет посетителям историю Швейцарии с доисторических времён вплоть до настоящего времени. Музейная коллекция расположена на четырёх этажах: на первом находятся доисторические и раннеисторические памятники материальной культуры, на втором — галерея, посвящённая истории Швейцарии, на третьем и четвёртом этажах — экспонаты, рассказывающие об образе жизни швейцарцев, а также собрание гербов.
Примечательна и богата коллекции готического искусства, рыцарской культуры, христианских деревянных скульптур, панно и резных алтарей. В Цунфтхаус-цур-Майсене возле бывшего аббатства Фраумюнстер размещена коллекция фарфора и фаянса, относящаяся к Швейцарскому национальному музею. Кроме того в состав музея входят Галерея коллекций, где выставлена швейцарская мебель, Оружейная башня, диорама битвы при Муртене и Монетный кабинет, демонстрирующий швейцарские монеты XIV—XVI веков, а также некоторую часть средневековых.
В 2009 году была завершена работа по значительному обновлению экспозиции.

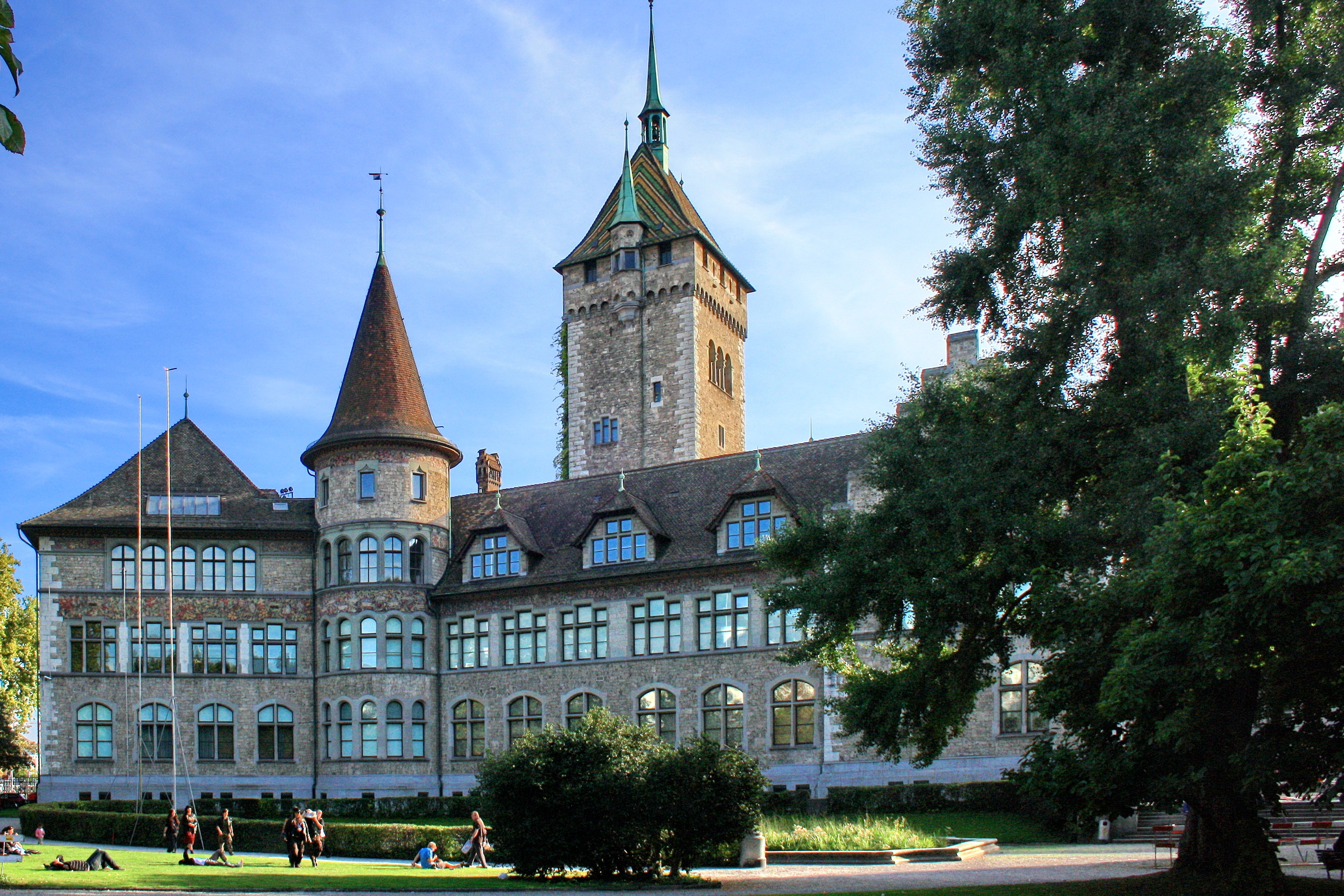
Вид со стороны парка Плацшпиц
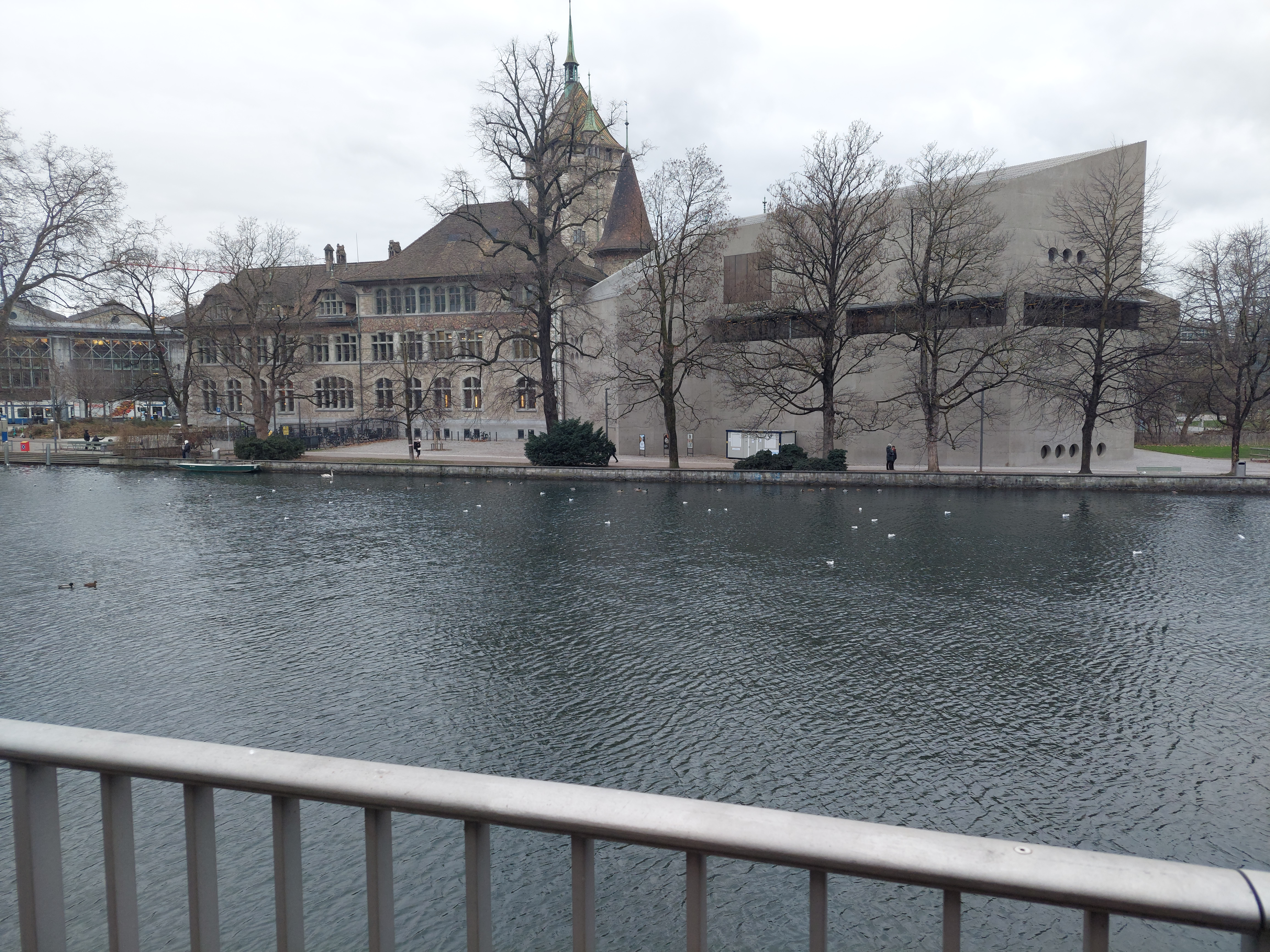
Вид с восточного берега реки Лиммат